# 방사선촬영

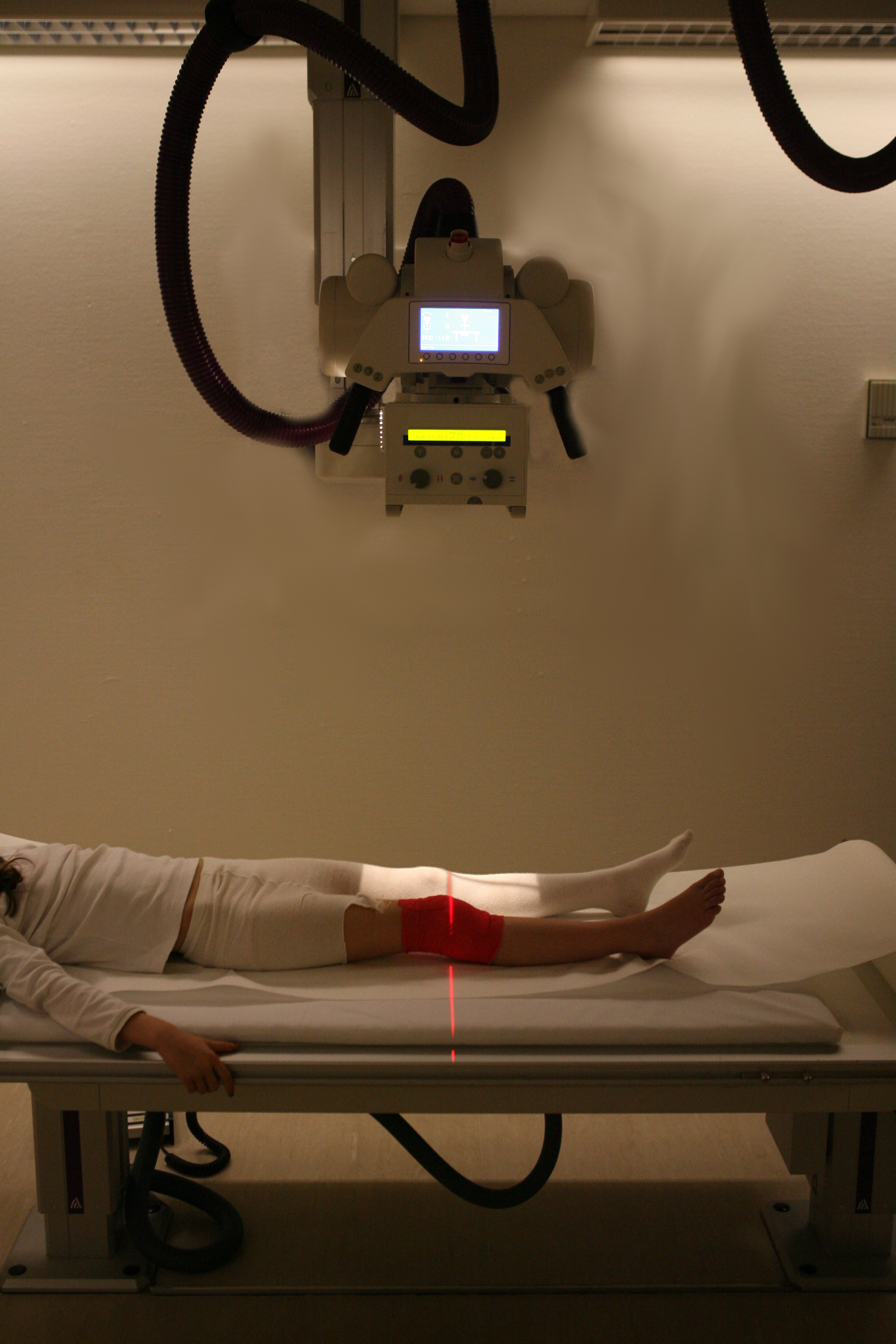

방사선촬영(Radiography)은 X선을 통해 이미지를 얻는 방법이다. 의학촬영(medical imaging)에서도 사용되는데 방사선촬영을 의한 의학을 연구하는 분야를 영상의학이라고 한다. MRI와 PET도 방사선촬영에 포함되기도 한다. (PET는 양전자가 방사선에 해당하는데 MRI의 경우 방출되는 전자기파가 엄밀히는 방사선이 아니다.

## 같이 보기
- 오토라디오그래프
- 자연방사선
- 방사선